# Єгорівка (Прилуцький район)
Єго́рівка —  село в Україні, у Сухополов'янській сільській громаді Прилуцького району Чернігівської області. Населення становить 755 осіб. До 2019 року орган місцевого самоврядування — Дідовецька сільська рада.

## Історія
На мапі Шуберта 1869 року позначена як Плескуновка на 24 хати. Сучасна назва - після Другої світової війни, ймовірно у 1960-х рр.

## Населення

### Мова
Розподіл населення за рідною мовою за даними перепису 2001 року:
| Мова       | Кількість | Відсоток |
| ---------- | --------- | -------- |
| українська | 741       | 98.15%   |
| російська  | 13        | 1.72%    |
| білоруська | 1         | 0.13%    |
| Усього     | 755       | 100%     |

| Україна | Це незавершена стаття з географії України. Ви можете допомогти проєкту, виправивши або дописавши її. |

1. ↑  Рідні мови в об'єднаних територіальних громадах України — Український центр суспільних даних